# Straberg

Ehemaliges Straberger Wappen

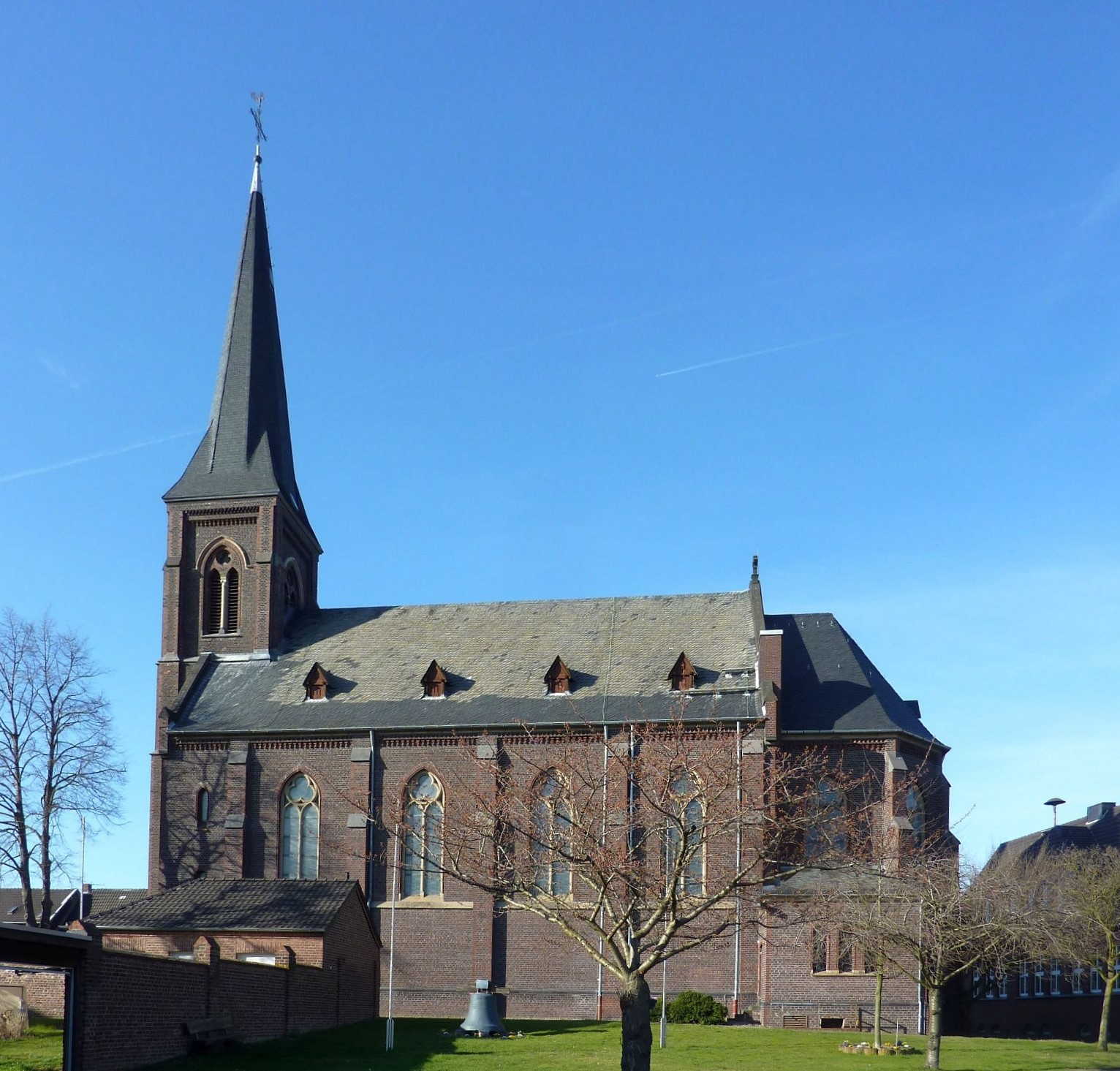
Straberg, Katholische Pfarrkirche St Agatha

Straberg ist ein Stadtteil der Stadt Dormagen im Rhein-Kreis Neuss in Nordrhein-Westfalen.
In Straberg lebten 2021 2663 Einwohner.

## Lage
Im Osten von Straberg befinden sich mehrere Baggerseen, die im Sommer zum Teil auch zum Baden genutzt werden. Südlich von Straberg liegt die Ortschaft Delhoven, südwestlich das Kloster Knechtsteden. Für ausgiebige Wanderungen lädt der westlich von Straberg liegende Knechtstedener Wald ein, durch den auch der Norfbach fließt. Ückerath und Nievenheim sind die nächsten nördlichen Nachbarorte von Straberg.

## Geschichte
Bereits in der Jungsteinzeit befand sich hier eine vorgeschichtliche Besiedlung. In der römischen Zeit gab es im Raum Gohr, Straberg und Nievenheim eine Kultstätte örtlicher Quellgöttinnen. Vor 1137 findet sich die erste Erwähnung Strabergs als Strabruch. Ein Adelsgeschlecht von Straberg ließ sich zwischen 1176 und 1262 nachweisen. Straberg war ursprünglich ein Teil des Klosters Knechtsteden; hier lebten die Landarbeiter des Klosters etwas abseits von den Mönchen.
Nach 1815 wurde Straberg eine selbständige Gemeinde in der Bürgermeisterei Nievenheim. Diese wurde 1927 in Amt Nievenheim umbenannt. Letzter Bürgermeister der Gemeinde Straberg war Leo Drexler (CDU). Das Amt seines Stellvertreters hatte Hermman Harig (CDU) inne. Letzter ehrenamtlicher Gemeindedirektor war Johannes Sticker mit seinem allgemeinen Vertreter Wilhelm Demming. Am 1. Januar 1975 wurde Straberg ein Stadtteil der Stadt Dormagen.
Der Name Straberg leitet sich vermutlich von Strohberg ab.

### Bevölkerungsentwicklung
- 1933: 1214
- 1939: 1161
- 1961: 1509
- 1970: 1552
- 1974: 2169
- 1983: 2481
- 1988: 2448
- 1993: 2461
- 1998: 2528
- 2003: 2821
- 2006: 2833
- 2010: 2746
- 2013: 2702[3]
- 2017: 2729[3]

## Kultur und Freizeit
In der Nähe von Straberg liegt der Straberg-Nievenheimer See. Hier besteht die Möglichkeit, sich zu erholen und im Sommer verschiedene Freizeitgestaltungen durchzuführen. Der See erlangte am 10. Juli 1994 überregionale Berühmtheit, als einem Badegast sein Kaiman namens "Sammy" entkam. Das harmlose Jungtier wurde unter der generalstabsmäßig durchorganisierten Führung aus der Chefetage der Dormagener Stadtmarketingabteilung nach tagelangem unerschrockenen Einsatz eines Staraufgebots von Großwildjägern schließlich mit einem Fischköcher eingefangen und unschädlich gemacht. Auch die Tagesschau berichtete davon.

## Wirtschaft und Infrastruktur

### Medien
- Westdeutsche Zeitung Düsseldorf, Lokalredaktion Kreis Neuss – regionale Tageszeitung, Verlag W. Girardet KG
- Neuss-Grevenbroicher-Zeitung – regionale Tageszeitung, Neusser Zeitungsverlag GmbH, zu Rheinische Post gehörig
- Schaufenster – lokales Anzeigenblatt (Dienstag & Samstag), Neusser Druckerei und Verlag GmbH
- Rheinischer Anzeiger – lokales Anzeigenblatt (Mittwoch), Neusser Druckerei und Verlag GmbH
- NE-WS89.4 – lokaler Radiosender, zu Neusser Druckerei und Verlag GmbH gehörig

### Verkehr
Von Straberg aus ist die Dormagener Innenstadt rasch zu erreichen. Ebenfalls ist die Autobahnanschlussstelle Dormagen der A 57 nicht weit entfernt und damit die nahegelegenen Großstädte Düsseldorf und Köln ebenfalls. Die nächsten Bahnhöfe befinden sich in Nievenheim und Dormagen. Die Buslinien 883 und 885 des Dormagener Stadtbusnetzes bedienen die zwei Haltestellen im Dorf.

## Sonstiges

### Walddorf
Die Bewohner Strabergs werden wegen der waldnahen Lage des Ortes als „Walddörfler“ bezeichnet.

### Unser Dorf hat Zukunft
Straberg ist im Jahr 2017 bei dem Wettbewerb Unser Dorf hat Zukunft zusammen mit Hülchrath Kreissieger geworden. Bei dem Landeswettbewerb im darauffolgenden Jahr gewann die Dorfgemeinschaft eine von 14 Bronzemedaillen.